# Вулиця Вадима Корженка
Вулиця Вадима Корженка (до 2024 року  вулиця Осипова) — вулиця в центрі міста Одеси. Починається перетином з Єврейською вулицею та закінчується перетином з Малою Арнаутською вулицею.

## Історія
Починаючи із 1815 року в центрі міста Одеси існувала Нижня німецька колонія, умовні кордони якої проходили вулицями Польською, Базарною, Карантинною балкою. Під назвою Колонія нижня вилиця з'являється вже у 1815 році, але неофіційно дістала назву Німецької Ремісничої. На карті міста вулиця вперше з'явилася тільки у 1820 році під офіційною назвою Реміснича вулиця, однак назва Німецька Реміснича ще довго використовується, аж до 1840 року.
9 червня 1926 року, після приходу до влади більшовиків, вулицю названа Тарло, в честь місцевого анархіста Льва Тарло, якого було затримана саме на Ремісничій вулиці. Під час затримання Тарло спричинив збройний супротив; був страчений у жовтні 1906 року. Із цією назвою вулиця проіснувала до 9 листопада 1941 року, коли їй було повернено історичну назву Реміснича. 7 травня 1945 року, після закінчення війни, вулиця дістала назву вулиця Осипова, на честь радянського полковника Якова Осипова, командира 1-го полку морської піхоти, який загинув у 1941 році і був перепохований на Алеї Слави в квітні 1964 року. Із цією назвою вулиця існувала й за часів незалежної України, аж до 2024 року.
26 липня 2024 року розпорядженням Голови Одеської ОВА вулиця була перейменована на вулицю Вадима Корженка, на честь героя України підполковника Вадима Корженко, що загинув у 2023 році під час російського вторгнення в Україну.